# 507
507 (DVII) fue un año común comenzado en lunes del calendario juliano, en vigor en aquella fecha.
En el Imperio romano, el año fue nombrado el del consulado de Anastasio y Venancio, o menos comúnmente, como el 1260 Ab urbe condita, adquiriendo su denominación como 507 al establecerse el anno Domini por el 525.

## Acontecimientos
- Clodoveo I cruza el río Loira e invade el reino visigodo, prohibiendo a sus tropas saquear las ciudades, para ganarse el apoyo de los habitantes. 
  - Mayo: Batalla de Vouillé, a 18 km al oeste de Poitiers. Los francos salios, al mando de su rey Clodoveo, junto con los burgundios, derrotan a los visigodos. El rey Alarico II muere en la batalla. Clodoveo se anexiona casi todos los territorios visigodos en las Galias, estableciendo en firme el reino franco.[1]
  - Los nobles supervivientes queman el cadáver del rey Alarico y eligen a Gesaleico, hijo ilegítimo de Alarico II, como rey. Gesaleico huye a Narbona y posteriormente a Barcelona. Tolosa es tomada e incendiada por los francos. Los borgoñones, aliados de Clodoveo, conquistan Narbona. Caen Rodez, Béziers y Carcasona en poder de los francos.
- Concilio provincial de Toledo.
- Instauración del reino visigodo en Hispania.[2]

## Nacimientos
- Juan de Éfeso, religioso y escritor cristiano (fecha probable).

## Fallecimientos
- Alarico II, rey de los visigodos.
- Buretsu, emperador japonés.